# Microrhopias quixensis
Microrhopias quixensis е вид птица от семейство Thamnophilidae, единствен представител на род Microrhopias.

## Разпространение
Видът е разпространен в Белиз, Боливия, Бразилия, Гватемала, Гвиана, Еквадор, Колумбия, Коста Рика, Мексико, Никарагуа, Панама, Перу, Суринам, Френска Гвиана и Хондурас.